# Hexagonia umbrinella
Hexagonia umbrinella är en svampart som beskrevs av Fr. 1849. Hexagonia umbrinella ingår i släktet Hexagonia och familjen Polyporaceae.   Inga underarter finns listade i Catalogue of Life.